# Videotex

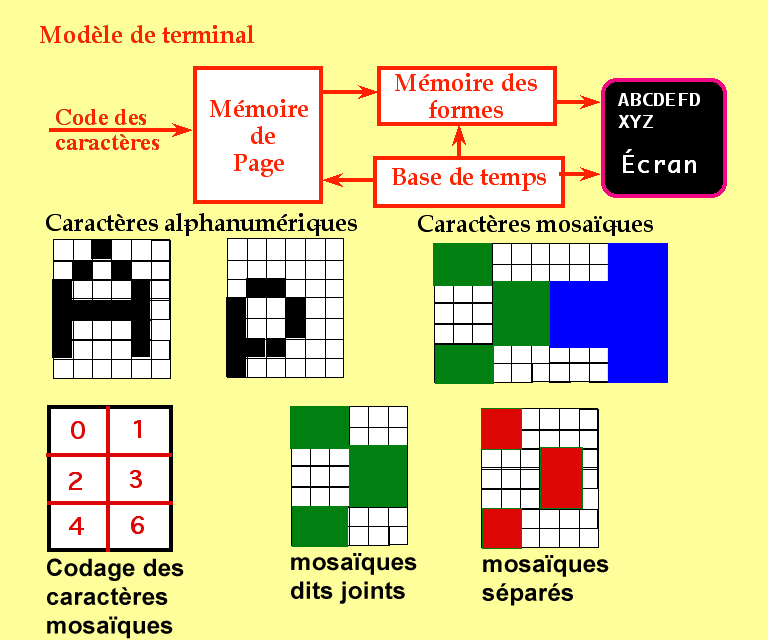
Sistema alpha-mosaic: model de terminal, els tipus de caràcters, el mosaic de codificació de caràcters

El  videotex  es defineix com una aplicació interactiva que permet difondre, a través d'una xarxa de telecomunicacions, informació de forma paginada subministrada per un sistema informàtic i visualitzada sobre un terminal i una línia telefònica.
Ha quedat obsolet amb l'aparició d'internet i actualment ja no funciona. Es manté l'article com a font d'informació.
El decodificador, que és el programari característic de les aplicacions de videotex, tendeix a presentar la informació en pàgines també denominades pantalles, les quals es transmeten o reben en bloc. Cada pantalla sol contenir un menú d'opcions que permet triar l'operació a realitzar. Una limitació important de l'actual generació de terminals és la baixa velocitat de la connexió d'aquests a la línia telefònica que és d'aproximadament 1200 bits per segon.

## Antecedents i expectatives
Fent una mica d'història, el videotex va néixer als anys 70 al Regne Unit, amb l'objectiu inicial de subministrar informació general, concebuda per a l'oci o d'utilitat per a la vida diària, convertint en mitjans informàtics equips totalment integrats en la vida familiar, com són el telèfon i la televisió.
Estats Units també va voler participar d'aquesta experiència. A principis dels anys 80, va difondre el videotex per diverses de les seves botigues. No obstant això, no va complir les expectatives esperades.
A França, el videotex es va començar a utilitzar el 1983 i s'oferia a través del sistema telefònic France Telecom. Els usuaris l'utilitzaven per accedir a les informacions dels directoris públics i per establir comunicacions interpersonals. El 1980, a la localitat bretona de Saint - Dolent, es van regalar 55 videotex a manera d'experiment. L'any 1983, el Minitel (denominació que va rebre en aquest país) s'estenia al llarg de tot el territori. Es calcula que el 1993 hi havia més de sis milions de terminals a França.
Alguns dels diaris francesos que van utilitzar aquest aparell electrònic van ser el diari "Dernieres Nouvelles d'Alsace" i el diari "Libération". El 1989 "Liberation" oferia 27 serveis a través del Minitel. Aquests serveis es distribuïen en diversos mercats: servei de notícies, jocs, educació, astrologia i anuncis.
En l'actualitat, els continguts informatius inicials del videotex s'han ampliat considerablement, orientant-se a sectors professionals i abastant a poc a poc àrees que eren patrimoni de les bases de dades tradicionals.
Les primeres proves realitzades a Espanya amb aquest sistema van ser una mica dubtoses.
Videotex es va usar amb norma Prestel en els mundials de 1982 i en les eleccions autonòmiques de 1983, fet que va desencadenar una transformació per adoptar la norma més avançada de les promogudes per la Comunitat Europea: la CEPT1, derivada de la
BTX alemanya. Un altre dels canvis introduïts va ser l'adaptació per funcionar amb xarxes de commutació de paquets Iberpac com a vehicle de transport de les dades.
Videotex, anomenat a Espanya IBERTEX, té una orientació econòmica característica en la qual l'usuari es connecta sense cap requeriment, facturant els serveis que depenen entre altres factors del temps mitjançant el telèfon.
A Espanya, el servei telemàtic videotex, prestat per Telefónica, rep el nom comercial d'Ibertex, al qual es pot accedir a través d'una línia telefònica via terminal específic o un ordinador personal amb el mòdem adequat. La xarxa de telecomunicació emprada per a la transmissió d'informació des dels centres servidors fins al terminal de l'usuari és la Xarxa Ibertex, que en combinar la Xarxa Telefònica Bàsica (XTB) i la Xarxa Iberpac (xarxa pública de transmissió de dades), ofereix la cobertura nacional de la primera i les més avançades prestacions en transmissió de dades i tarifació independent de la distància, característiques de la segona.
Aquestes xarxes són els dos suports de telecomunicació del servei Ibertex. La Xarxa Telefònica Bàsica (XTB), mitjançant la qual els terminals accedeixen a la Xarxa Iberpac mitjançant del Centre d'Accés Ibertex (CAI), i aquesta Xarxa Iberpac, que proporciona els mitjans necessaris per a la comunicació entre el CAI i els centres servidors, a través de la xarxa de commutació de paquets Iberpac X-25.
El servei Ibertex permet l'accés a un gran nombre de bases de dades ubicades en els centres servidors i consultar informació sobre temes diversos, efectuar operacions transaccionals com compres i comandes, reserves de viatges i places hoteleres, operacions bancàries, etc.. Mitjançant una simple trucada telefònica, connectant l'ordinador o terminal a la línia telefònica de la mateixa manera a com es connecta el telèfon convencional.
Videotex és un servei que es preveu arribarà a tenir un ús molt estès amb la XDSI, ja que és com un accés interactiu a bases de dades remotes per a una persona amb un terminal. A França, amb Minitel de France Telecom, han començat a ser suprimits tant els directoris telefònics com la informació facilitada per operadora (aquesta operació ha donat lloc a una gran reducció de costos) mitjançant el subministrament de petits terminals a cada un dels abonats per accedir al directori telefònic. El directori telefònic és només una petita mostra de l'aplicació del videotex. Entre altres possibles aplicacions ofertes pel sistema de videotex bàsic es podrien esmentar: les reserves en línies aèries, hotels, teatres i restaurants, així com la realització d'operacions bancàries.

## Components del sistema videotex
El funcionament del sistema videotex necessita quatre elements. De vegades quan l'accés al servei es realitza mitjançant PC aquestes parts són emulades amb programari específic aconseguint d'aquesta manera aquests components essencials:
- Terminal videotex
- Mòdem-decodificador
- Xarxa de transmissió de dades
- Centre servidor

## Formes bàsiques d'accedir a un terminal videotex
L'ús estàndard a Espanya d'un terminal específic videotex es fa mitjançant la xarxa pertanyent a Telefónica. Ibertex, possibilita la utilització del servei conegut com a 031 i la posterior marcatge del * 27102511840 #.
Un altre dels mètodes posteriorment desenvolupats és l'accés a través d'un PC proveït d'un software per l'emulació d'un terminal juntament amb un mòdem que compleixi la normativa disposada pel sandard de Telefónica CCITT V23 (1200/75). Aquests serveis estaran a disposició i seran permanentment actualitzats per Codefoc perquè l'usuari pugui disposar d'ells les 24 hores del dia.

## Característiques
El videotex presenta unes característiques bàsiques:
- Accessible des de qualsevol terminal connectat a la RTB.
- Servei obert de caràcter permanent i interactiu.
- No requereix una contractació prèvia amb Telefónica (només quan es vulgui accedir a serveis internacionals remunerats, per al que cal un IUI-Identificatiu d'Usuari Ibertex).
- Facilitat d'utilització mitjançant cerca interactiva guiada per menús.
- Presentació de la informació en forma gràfica, visualment atractiva i estructurada en pàgines.
- Tarifació reduïda i independent de la distància, establint-se el cost de la trucada en funció de la durada i depenent del nivell pel qual s'accedeix a la informació.
- Normalització de la interfície de l'usuari.

## Problemes existents
Videotex és un sistema lent. La informació obtinguda és estàtica, i ha quedat obsolet en relació als avenços que es donen en la tecnologia informàtica, manifestats sobre tot en els ordinadors personals i en els telèfons mòbils. Així mateix, la manca de capacitat i fiabilitat de la
xarxa de centres d'accés així com la falta d'interès dels possibles usuaris, proveïdors d'informació i fabricants de terminals si es comparen amb els francesos o els dels principals països representants d'aquestes tecnologies és un altre inconvenient a assenyalar.
La tecnologia d'ordinadors personals no es va tenir en compte per la normativa Videotex. El principal motiu radica en l'elevat preu que presentaven els components (memòries i processadors) en l'època en què es va desenvolupar i no es preveia l'enorme difusió que podria arribar a tenir en un futur no gaire llunyà. Per solucionar el problema es va prendre la decisió de dotar a l'ordinador d'un petit
dispositiu i un programa que li permetés comunicar-se amb el món videotex. Pel que fa a l'actitud que ha de presentar un usuari a l'hora d'usar aquest servei, el sistema videotex imposa una actitud activa en el fet que és el mateix usuari qui ha de servir-se de la informació que desitja. Aquest fet posa de manifest el cost d'aquesta informació tant en temps de l'usuari com d'ocupació del servei.
El nombre d'usuaris habituals així com empreses que proporcionin serveis interessants, variats i rendibles, terminals adequats i assequibles i una xarxa de comunicació assequible amb tarifes interessants per a aquests usuaris són fenòmens interdependents que han de coexistir.
Finalment cal una normalització de teclats i funcions que facin transparent les ordres normalitzats a l'usuari. Així mateix també cal una
guia de serveis videotex, actualitzada i fàcil d'utilitzar, i amb sistemes de consulta en cas de dubte a disposició dels usuaris, molts dels quals desconeixeran les tecnologies que se suposa han de gestionar.

## Avantatges del sistema videotex
Pel que fa a la simplificació de l'ús. Els sistemes quiosc, que no requereixen un abonament especial ni de la identificació de l'usuari, i que poden facturar amb el telèfon, són una solució ideal ja adoptada a Espanya. Tots aquests punts són bàsics perquè el sistema videotex es percebi com un servei integrat, i no com una sèrie de aportacions individuals.
El videotex té una sèrie d'avantatges que es resumeixen en la seva immediatesa, rapidesa i comoditat en la consulta. A més, el videotex té l'avantatge de ser bidireccional, és a dir, no és un mitjà de comunicació exclusivament unidireccional com la televisió o la ràdio, sinó que l'usuari pot dir el que vol, pot opinar.
La disponibilitat i estabilitat de la xarxa que pretenen complir les expectatives dels usuaris amb una fiabilitat elevada constitueix un mitjà barat de comunicacions per socialitzar la informàtica, per això és una necessitat inherent d'interconnexió internacional entre les diferents xarxes.

## El videotex i els usuaris
Els usuaris que van tenir els seus primers contactes amb el videotex van sentir que el sistema estava destinat a una informació seleccionada més que com a mitjà de comunicació. Això es produeix perquè en el videotex ets tu qui t'has de buscar la informació, no és com la ràdio que simplement sents el que et posen.
Encara que té un maneig senzill, el desavantatge és que implica la compressió d'un llenguatge teleinformàtic i això pot produir un rebuig per part dels usuaris que no tinguin aquests coneixements. Un altre desavantatge és que per poder utilitzar-havia de tenir un aparell específic per a això a casa.